# You Can't Win (bài hát)
"You Can't Win" là ca khúc do ca sĩ người Mỹ Michael Jackson trình bày năm 1978, từ bộ phim ca nhạc The Wiz.

## Bảng xếp hạng
| Bảng xếp hạng (1979)            | Vị trí cao nhất |
| ------------------------------- | --------------- |
| U.S. Billboard Hot 100          | 81              |
| U.S. Billboard Hot Soul Singles | 42              |